# Jacob Bryson
Jacob Bryson (né le 18 novembre 1997 à London en Ontario au Canada) est un joueur canadien de hockey sur glace. Il évolue à la position de défenseur.

## Biographie

### En club
Il est repêché en 4e ronde, 99e au total, par les Sabres de Buffalo au repêchage d'entrée dans la LNH 2017. 
Après sa 3e saison avec les Friars de Providence, il signe son contrat d'entrée de 3 ans avec les Sabres. Il fait ses débuts avec les Americans de Rochester dans la LAH lors de la saison 2019-2020. 
Il débute la campagne 2020-2021 avec Rochester et est rappelé par Buffalo, le 13 février 2021. Il dispute son premier match en carrière dans la LNH, le 22 février, face aux Devils du New Jersey. 
Le 6 mars 2021, il marque son premier but dans la LNH contre les Islanders de New York et leur gardien Semyon Varlamov.
Il obtient un nouveau contrat de 2 ans avec les Sabres, le 10 juillet 2022.

## Statistiques

### En club
| Saison     | Équipe                 | Ligue      |     | Saison régulière | Saison régulière | Saison régulière | Saison régulière | Saison régulière |   | Séries éliminatoires | Séries éliminatoires | Séries éliminatoires | Séries éliminatoires | Séries éliminatoires |
| Saison     | Équipe                 | Ligue      | PJ  | B                | A                | Pts              | Pun              | PJ               | B | A                    | Pts                  | Pun                  |                      |                      |
| 2014-2015  | Loomis Chaffee School  | USHS       | 27  | 5                | 10               | 15               | 8                | -                | - | -                    | -                    | -                    |                      |                      |
| 2015-2016  | Lancers d'Omaha        | USHL       | 56  | 3                | 28               | 31               | 36               | -                | - | -                    | -                    | -                    |                      |                      |
| 2016-2017  | Friars de Providence   | HE         | 39  | 3                | 17               | 20               | 12               | -                | - | -                    | -                    | -                    |                      |                      |
| 2017-2018  | Friars de Providence   | HE         | 40  | 4                | 21               | 25               | 18               | -                | - | -                    | -                    | -                    |                      |                      |
| 2018-2019  | Friars de Providence   | HE         | 42  | 4                | 24               | 28               | 8                | -                | - | -                    | -                    | -                    |                      |                      |
| 2019-2020  | Americans de Rochester | LAH        | 61  | 4                | 23               | 27               | 34               | -                | - | -                    | -                    | -                    |                      |                      |
| 2020-2021  | Americans de Rochester | LAH        | 5   | 0                | 3                | 3                | 2                | -                | - | -                    | -                    | -                    |                      |                      |
| 2020-2021  | Sabres de Buffalo      | LNH        | 38  | 1                | 8                | 9                | 12               | -                | - | -                    | -                    | -                    |                      |                      |
| 2021-2022  | Sabres de Buffalo      | LNH        | 73  | 1                | 9                | 10               | 12               | -                | - | -                    | -                    | -                    |                      |                      |
| 2022-2023  | Sabres de Buffalo      | LNH        | 59  | 1                | 8                | 9                | 8                | -                | - | -                    | -                    | -                    |                      |                      |
| 2023-2024  | Sabres de Buffalo      | LNH        | 36  | 1                | 7                | 8                | 8                | -                | - | -                    | -                    | -                    |                      |                      |
| 2023-2024  | Americans de Rochester | LAH        | 10  | 0                | 3                | 3                | 2                | -                | - | -                    | -                    | -                    |                      |                      |
| Totaux LNH | Totaux LNH             | Totaux LNH | 206 | 4                | 32               | 36               | 40               | -                | - | -                    | -                    | -                    |                      |                      |